# اودلتسهاوزن
اودلتسهاوزن (به آلمانی: Odelzhausen) یک شهر در آلمان است که در بایرن واقع شده‌است.

## خصوصیات
اودلتسهاوزن ۳۰٫۴۸ کیلومترمربع مساحت دارد ۴۹۹ متر بالاتر از سطح دریا واقع شده‌است.